# Internazionali di Tennis di Baviera 1981
Gli Internazionali di Tennis di Baviera 1981 sono stati un torneo di tennis giocato sulla terra rossa. È stata la 66ª edizione del torneo, che faceva parte del Volvo Grand Prix 1981. Si è giocato a Monaco di Baviera in Germania, dal 18 al 24 maggio 1981.

## Campioni

### Singolare
Chris Lewis ha battuto in finale  Christophe Roger-Vasselin con il punteggio di 4–6, 6–2, 2–6, 6–1, 6–1

### Doppio
David Carter /  Paul Kronk hanno battuto in finale  Eric Fromm /  Shlomo Glickstein con il punteggio di 6–3, 6–4